# 馬蘭鎮總兵
馬蘭鎮總兵，為清朝綠營總兵官，正二品武官，是直隸提督所管轄的五個總兵官之一，駐紮在馬蘭關（今河北省遵化市西北），在《大清會典則例》中記載其手下一共有左營、右營、餘丁營、曹家路營、牆子路營、黃花山營六個營，總兵力約在2100人。自乾隆四十二年（1777年）三月起，馬蘭鎮總兵兼任清東陵總管內務府大臣，負責管理清皇室陵寢事務。

## 沿革
馬蘭鎮總兵所駐紮的地方，即是馬蘭關，又稱馬蘭峪、馬蘭口，為清代守護東陵要地的所在之處，原本也是長城的一處軍事重鎮。在清初原本在此處駐紮著馬蘭協，主官為馬蘭口副將，後來在清朝雍正元年（1723年）三月二十日，因為古北口總兵官被提升為古北口提督（即直隸提督），因此馬蘭口副將也跟著升為馬蘭口總兵官，並為其增加游擊一員。
首任馬蘭鎮總兵，就是原本的副將，清朝大學士范文程的孫子、兵部尚書范承勳的兒子－范時繹。

## 編制
- 根據《大清會典則例》[3]
- 總兵官 1人 駐守馬蘭關
  - 直屬兩個營（本標左營、右營）：軍官22人；士兵1202人

1. 左營：從三品游擊1人、正五品守備1人、正六品千總3人、正七品把總7人、兵588人
2. 右營：正五品守備1人、正六品千總2人、正七品把總7人、兵614人

- 餘丁營 駐守馬蘭關（與總兵同城） 
  - 正七品把總1人、兵197人
- 曹家路營 駐守曹家寨（今密雲縣曹家路村）
  - 正四品都司、正六品千總1人、正七品把總4人、兵254人
- 牆子路營 駐守牆子路（今密雲縣大城子鎮牆子路村）
  - 正四品都司1人、正六品千總1人、正七品把總2人、兵287人
- 黃花山營 駐守黃花山（今天津市薊縣）
  - 正五品守備1人、正六品千總2人、兵133人